# Орфеј (кратки филм)
„Орфеј ” је југословенски кратки филм из 1957. године. Режирали су га Арса Милошевић и Бранко Перак а сценарио је написао Арса Милошевић

## Улоге
| Глумац           | Улога |
| ---------------- | ----- |
| Олга Дабетић     |       |
| Јован Деспотовић |       |
| Раша Ђукин       |       |